# باغ بير (كرج)
باغ بیر هي قرية في مقاطعة كرج، إيران. يقدر عدد سكانها بـ 94 نسمة بحسب إحصاء 2016.